# Walter Edelbauer
Walter Edelbauer (* 11. Juni 1935 in Wiener Neustadt; † 20. Dezember 2011 ebenda) war ein österreichischer Autor und Heimatforscher.

## Leben
Walter Edelbauer war anfangs Betriebselektriker und arbeitete ein Jahr als Krankenpfleger in England. Edelbauer war als Beamter Mitarbeiter im Stadtmuseum und Stadtarchiv Wiener Neustadt. Er war als Stadtführer für die Stadtgemeinde Wiener Neustadt tätig.

## Publikationen
- Anton Ofenböck. Bürgermeister von Wiener Neustadt von 1918 bis 1934. Weilburg Verlag, Wiener Neustadt 1987, ISBN 3-900100-61-6.
- An der Wiege der Bewegung. 100 Jahre SPÖ Wiener Neustadt. Arbeiter Fortbildungs-Verein Wr. Neustadt, merbod-Verlag, Wiener Neustadt 1989, ISBN 3-900844-04-6, 183 Seiten.
- Wiener Neustadt. Der Wiederaufbau. Bürgermeister Rudolf Wehrl. 1945 - 1965. Wiener Neustadt 1991, 168 Seiten.
- Von den Ungargärten zur Gartenstadt. Chronik der Sektion 8. Vorwort von Bürgermeister Hans Barwitzius, Vorwort vom Obmann der Sektion 8 und Stadtrat Wilhelm Grafl, Herausgegeben von der Stadtorganisation der SPÖ Sektion 8, Wiener Neustadt 1994, 60 Seiten.
- Vom Durchleuchtungsapparat zur Kernspintomographie. 100 Jahre Röntgeninstitut am A. Ö. Schwerpunktkrankenhaus Wiener Neustadt 1896 - 1996. Merbod, Wiener Neustadt 1996, ISBN 3-900844-40-2.
- Ich will nicht umsonst gelebt haben – Ernst Wurm. 1906 - 1971. Biografie, Herausgegeben vom Kulturamt der Statutarstadt Wiener Neustadt, Merbod, Wiener Neustadt 1996, ISBN 3-900844-42-9.
- Das A. Ö. Krankenhaus Wiener Neustadt im Spiegel der Zeit. 1321 - 2000. Landesklinikum Wiener Neustadt, Merbod, Wiener Neustadt 2000, ISBN 3-900844-57-7.